# Robert Boiteux
Pour les articles homonymes, voir Boiteux.
Robert Boiteux (1906-1992) fut, pendant la Seconde Guerre mondiale, un agent secret français du Special Operations Executive. Il fut parachuté deux fois en France pour y effectuer des missions clandestines :
- Première mission : comme membre du réseau SPRUCE, dans la région de Lyon, de mi 1942 à mi 1943 ; il reprit la direction du réseau au départ de Georges Duboudin, fin octobre 1942 ;
- Deuxième mission : comme chef du réseau GARDENER, dans la région de Marseille, de mars 1944 à la Libération.

## Identités
- État civil : Robert René Boiteux ; puis Burdett
- Comme agent du SOE, section F :
  - Nom de guerre (field name) : « Nicolas » (réseau SPRUCE, Lyon)[1], « Firmin » (réseau GARDENER, Marseille)
  - Nom de code opérationnel : GARDENER (en français JARDINIER)
  - Fausse identité : René Maurice Bourdet, né le 1er décembre 1902 à Bastia ; profession acheteur SNCASE ; adresse : 58 bd Longchamp, Marseille ; taille 1,62 m, visage ovale, teint mat, cheveux châtains, yeux marron, etc.
  - Pseudo : Robert Léger[2].

Parcours militaire : SOE, section F ; grade : captain puis major.

## Éléments biographiques

### Premières années
Robert Boiteux naît le 4 juin 1906.
Ses activités avant guerre : coiffeur dans la très chic Bond Street ; chercheur d'or ; champion de boxe.

### Réseau SPRUCE

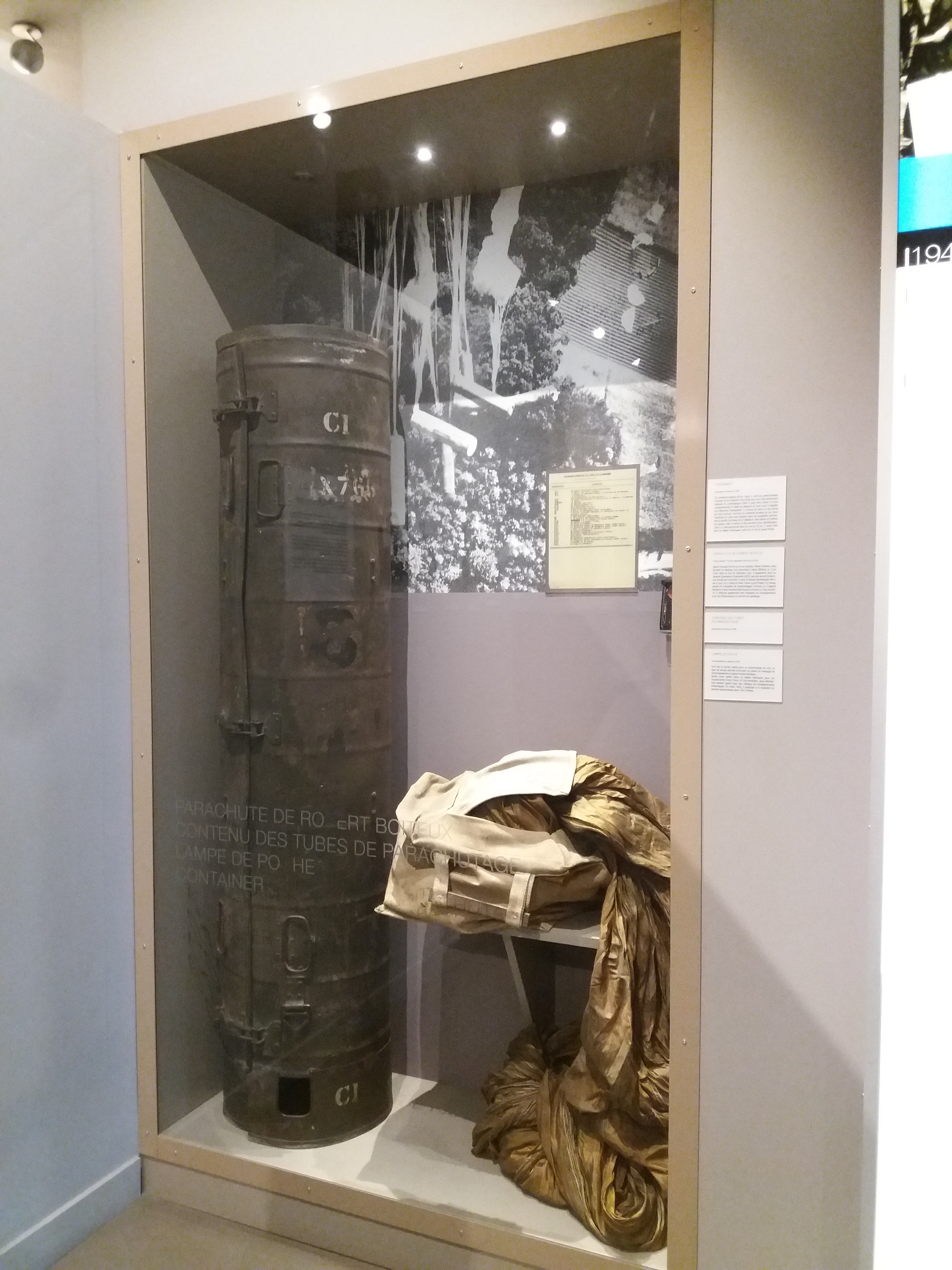
Parachute de Robert Boiteux lorsqu'il a atterri à Anse en 1942.

Dans la nuit du 1er au 2 juin 1942, il est parachuté près d’Anse (entre Lyon et Villefranche-sur-Saône) pour devenir conseiller technique de Georges Duboudin. Son compagnon Bob Sheppard « Patrice » atterrit sur le toit de Mme Charpy, à deux pas de la gendarmerie. Il se fait arrêter. Boiteux s’en tire de peu.
Comme il ne s’entend pas avec Duboudin, Boiteux demande à Londres (au QG du SOE dans Baker Street) de pouvoir travailler séparément. Il a noué une amitié solide avec deux lyonnais : Joseph Marchand, fabricant de parfums, et Jean-Marie Régnier, l'un de ses représentants. En juillet, Nicolas Bodington est envoyé pour étudier la situation. Il décide de confirmer Georges Duboudin « Alain » dans sa fonction de commandement dans la région de Lyon.
Plus tard, de nouveaux rapports défavorables conduisent finalement la section F à rappeler Georges Duboudin à Londres et à lui demander de remettre son réseau à Robert Boiteux. Fin octobre, Duboudin rentre à Londres, mais en ayant refusé de communiquer à Boiteux ses contacts et les lieux où les armes et les explosifs ont été cachés.
En novembre 1942, la Gestapo découvre deux de ses planques (dont une centaine de kilos d'explosifs avec détonateurs, des armes et de l'argent) et il échappe de justesse à l'arrestation ; sa tête est mise à prix par Klaus Barbie pour 6 millions de francs (il est signalé comme une personne s'appelant Nicolas et boitant vraiment).
Boiteux forme alors sa propre organisation avec des hommes sûrs. Lazare Rachline, membre du réseau Vic, et lui, parviennent à faire évader Bob Sheppard. En janvier 1943, Boiteux fait quitter la ville à son réseau, le déplace dans les collines du nord-ouest de Lyon et en fait un réseau rural. Il reçoit près d'une vingtaine de parachutages et réalise quelques sabotages de voies ferrées et de canaux. Ses efforts rendront possibles les remarquables succès des maquis de Cluny-Charolles lors de la libération. Mi-août, Robert Boiteux, Joseph Marchand « Ange » et Jean-Marie Régnier sont rappelés à Londres (Boiteux et Marchand rentrent par avion et Régnier par l'Espagne). La zone sera reprise par Robert Lyon (réseau ACOLYTE), Joseph Marchand lui-même (réseau NEWSAGENT) et Albert Browne-Bartroli (réseau DITCHER).

### Réseau GARDENER
Il est ensuite parachuté le 7 mars 1944 près de Figeac, en compagnie de Benjamin Aptaker « Alaric ». Le 8, Gaston Cohen, qui est son opérateur radio, parachuté à Saint-Céré (Lot) et réceptionné par George Hiller, rejoint Boiteux dix jours plus tard. Leur mission consiste à travailler avec le colonel Véni (Jean Vincent) qui affirme disposer de 3 000 hommes à Marseille et un maquis de 300 hommes autour de Nice. On constatera plus tard que ces chiffres sont exagérés. 
Avant que Boiteux ne se rende à Marseille, Aptaker et Cohen sont prêtés à George Hiller pour qui ils organisent le maquis CYPRÈS.
Ils se rendent ensuite dans la région de Marseille où ils forment le réseau GARDENER qui participe activement à la libération de la région.

### Fin de la guerre
À la fin des combats, Boiteux a un entretien avec le général de Montsabert qui lui suggère de former un groupe franc avec ses hommes, ce qu'il fait. On pense que ses 200 hommes ont été les premiers à être incorporés avec leurs propres officiers dans l'Armée française avec le 7e régiment de tirailleurs algériens.
Après son retour à Londres, il se rend volontaire pour des opérations spéciales en Birmanie. Il se rend à Sumatra où il évacue des prisonniers de guerre alliés. Après la démobilisation dans cette région, il travaille avec les personnes déplacées en Allemagne. En 1950, il termine ses activités dans les régions ruinées par la guerre.

### Après la guerre
Il rencontre une jeune Yougoslave, qu'il épouse. Ils ont deux enfants, Louis et Suzanne. Sa femme meurt en 1961.
Il part en Australie, où il change son nom de Boiteux en Burdett.
Il meurt en juin 1992 à l'âge de 86 ans.

## Reconnaissance
Robert Boiteux a reçu les distinctions suivantes :
- Royaume-Uni :  Ordre de l'Empire britannique à titre civil

```
              
 
Military Cross
```

- France :  Chevalier de la Légion d'honneur

```
        
 
Croix de guerre 
1939
–
1945
```

- Lyon : citoyen d'honneur de la ville de Lyon, nommé par Louis Pradel, maire.